# رولاند كلارك ديفيس
رولاند كلارك ديفيس (بالإنجليزية: Roland Clark Davis)‏ هو عالم نفس أمريكي، ولد في 20 ديسمبر 1902 في كامبريدج في الولايات المتحدة، وتوفي في 23 فبراير 1961 في يلو سبرينغز في الولايات المتحدة.